# Eboshi-dake (Sasebo, Nagasaki)
Der Eboshi-dake (jap. 烏帽子岳, dt. „Eboshi-Gipfel“), auch Sasebo-Fuji (佐世保富士) genannt, ist ein 568,1 m hoher Berg, der sich in der japanischen Stadt Sasebo in der Präfektur Nagasaki befindet.
Südlich der Bergspitze gibt es Unterkünfte, während man nordöstlich im Eboshi Sports no Ri (えぼしスポーツの里, „Sportdorf Eboshi“) Freizeitaktivitäten wie Go-Kart-Fahren, Inlineskaten, Park Golf usw. nachgehen kann. Auf der Westseite befindet sich ein Fernseh- und Radioturm.